# Imogiri
Imogiri ist ein Distrikt (Kecamatan) im Regierungsbezirk (Kabupaten) Bantul der Sonderregion Yogyakarta im Süden der Insel Java. Der Kecamatan liegt im Südosten des Kabupaten. Ende 2021 zählte er 63.820 Einwohner auf 55,19 km² Fläche.

## Geographie
Imogiri grenzt an folgende Kecamatan (Reihenfolge im Uhrzeigersinn):
| Richtung0000 | Name Kec. | Kabupaten   | Provinz |
| Norden       | Pleret    | Bantul      | DIY*    |
| Osten        | Dlingo    | Bantul      | DIY*    |
| Süden        | Panggang  | Gunungkidul | DIY*    |
| Süden        | Purwosari | Gunungkidul | DIY*    |
| Südwesten    | Pundong   | Bantul      | DIY*    |
| Nordwesten   | Jetis     | Bantul      | DIY*    |

* D.I.Yogyakarta

## Verwaltungsgliederung
Der Kecamatan (auch Kapanewon genannt) gliedert sich in acht ländliche Dörfer (Desa, auch Kalurahan genannt):
| PUM-Code 1    | Desa         | Fläche (km²) | Bevölkerung zur Volkszählung 2 | Bevölkerung zur Volkszählung 2 | Bevölkerung zur Volkszählung 2 | Bevölkerung zur Volkszählung 2 | Bevölkerung zur Volkszählung 2 | Bevölkerung zur Volkszählung 2 | Padu- kuhan 4 | RT 5 |
| PUM-Code 1    | Desa         | Fläche (km²) | 002000                         | 002010                         | Männer                         | Frauen                         | 002020                         | Dichte 3                       | Padu- kuhan 4 | RT 5 |
| ------------- | ------------ | ------------ | ------------------------------ | ------------------------------ | ------------------------------ | ------------------------------ | ------------------------------ | ------------------------------ | ------------- | ---- |
| 34.02.10.2001 | Selopamioro  | 22,75        | 12.429                         | 13.293                         | 7.226                          | 7.366                          | 14.592                         | 641,4                          | 18            | 112  |
| 34.02.10.2002 | Sriharjo     | 6,32         | 7.627                          | 8.461                          | 4.601                          | 4.696                          | 9.297                          | 1.471,0                        | 13            | 63   |
| 34.02.10.2003 | Wukirsari    | 15,39        | 14.288                         | 15.599                         | 8.740                          | 8.789                          | 17.529                         | 1.139,0                        | 16            | 101  |
| 34.02.10.2004 | Kebonagung   | 1,87         | 3.079                          | 3.424                          | 1.919                          | 1.966                          | 3.885                          | 2.077,5                        | 5             | 23   |
| 34.02.10.2005 | Karangtengah | 2,88         | 4.245                          | 4.587                          | 2.622                          | 2.635                          | 5.257                          | 1.825,3                        | 6             | 41   |
| 34.02.10.2006 | Girirejo     | 3,24         | 4.066                          | 4.270                          | 2.378                          | 2.375                          | 4.753                          | 1.467,0                        | 5             | 46   |
| 34.02.10.2007 | Karangtalun  | 1,21         | 2.591                          | 2.858                          | 1.556                          | 1.569                          | 3.125                          | 2.582,6                        | 5             | 23   |
| 34.02.10.2008 | Imogiri      | 0,83         | 3.385                          | 3.727                          | 2.037                          | 2.116                          | 4.153                          | 5.003,6                        | 4             | 32   |
| 34.02.10      | Kec. Imogiri | 54,49        | 51.710                         | 56.219                         | 31.079                         | 31.512                         | 62.591                         | 1.148,7                        | 72            | 441  |

- zwei Dörfer weisen eine alternative Schreibweise auf: Kebon Agung und Karang Tengah.

## Demographie
Grobeinteilung der Bevölkerung nach Altersgruppen (zum Zensus 2020)
| Altersgruppen | 00Männer | 00Frauen | zusammen |
| ------------- | -------- | -------- | -------- |
| 0 – 14        | 6.790    | 6.600    | 13.390   |
| 15 – 64       | 21.172   | 21.128   | 42.300   |
| 65+           | 3.117    | 3.784    | 6.901    |
| gesamt        | 31.079   | 31.512   | 62.591   |
| anteilig (%)  |          |          |          |
| 0 – 14        | 21,85    | 20,94    | 21,39    |
| 15 – 64       | 68,12    | 67,05    | 67,58    |
| 65+           | 10,03    | 12,01    | 11,03    |

### Bevölkerungsentwicklung
In den Ergebnissen der sieben Volkszählungen seit 1961 ist folgende Entwicklung ersichtlich:
| Einheit/Jahr     | 1961         | 1971         | 1980         | 1990         | 2000         | 2010         | 2020         |
| ---------------- | ------------ | ------------ | ------------ | ------------ | ------------ | ------------ | ------------ |
| Kec. Imogiri     | 38.548       | 42.067       | 46.084       | 49.706       | 51.710       | 56.219       | 62.591       |
| Anteil in %      | 7,72         | 7,40         | 7,26         | 7,13         | 6,62         | 6,17         | 6,35         |
| Kab. Bantul      | 499.163      | 568.627      | 634.442      | 696.905      | 781.013      | 911.503      | 985.770      |
| Sonderregion DIY | 00 2.231.062 | 00 2.487.177 | 00 2.750.025 | 00 2.912.611 | 00 3.120.478 | 00 3.457.491 | 00 3.66.8719 |